# Superliga de Eslovaquia 2015-16
La temporada 2015-16 fue la edición número 23 de la Superliga de Eslovaquia. La temporada comenzó el 18 de julio de 2015 y terminó el 20 de mayo de 2016. El AS Trenčín se proclamó campeón por segunda vez.
Los doce equipos participantes jugaron entre sí todos contra todos tres veces totalizando 33 partidos cada uno, al término de la jornada 33 el primer clasificado obtuvo un cupo para la segunda ronda de la Liga de Campeones de la UEFA 2016-17, mientras que el segundo y tercer clasificado obtuvieron un cupo para la primera ronda de la Liga Europa de la UEFA 2016-17; por otro lado el último clasificado descendió a la Primera Liga de Eslovaquia 2016-17.
Un tercer cupo para la primera ronda de la Liga Europa de la UEFA 2016-17 es asignado al campeón de la Copa de Eslovaquia.

## Ascensos y descensos
| Pos. | Descendido de Superliga 2014-15 |
| ---- | ------------------------------- |
| 11.º | MFK Košice                      |
| 12.º | FK Dukla Banská Bystrica        |

| Pos. | Ascendido de Primera Liga 2014-15 |
| ---- | --------------------------------- |
| 1.º  | MFK Zemplín Michalovce            |
| 1.º  | MFK Skalica                       |

## Equipos participantes
| Club                     | Ciudad          | Estadio                         | Capacidad |
| ------------------------ | --------------- | ------------------------------- | --------- |
| AS Trenčín               | Trenčín         | Štadión na Sihoti               | 3,500     |
| DAC Dunajská Streda      | Dunajská Streda | Mestský štadión Dunajská Streda | 16,410    |
| FK Železiarne Podbrezová | Podbrezová      | ZELPO Aréna1                    | 4,061     |
| FK Senica                | Senica          | OMS Arena                       | 5,070     |
| MFK Zemplín Michalovce   | Michalovce      | Mestský futbalový štadión       | 4,440     |
| MFK Ružomberok           | Ružomberok      | Štadión pod Čebraťom2           | 4,817     |
| MFK Skalica              | Skalica         | Mestský štadión Skalica3        | 3,000     |
| MŠK Žilina               | Žilina          | Štadión pod Dubňom              | 11,181    |
| Slovan Bratislava        | Bratislava      | Štadión Pasienky                | 12,000    |
| Spartak Myjava           | Myjava          | Štadión Myjava                  | 2,709     |
| Spartak Trnava           | Trnava          | Štadión Antona Malatinského     | 19,200    |
| ViOn Zlaté Moravce       | Zlaté Moravce   | Štadión FC ViOn                 | 4,000     |

## Tabla de posiciones
Actualizado el 20 de mayo de 2016.
| Pos. | Equipo              | Pts. | PJ | G  | E  | P  | GF | GC | Dif. | Clasificación o descenso                                      |
| ---- | ------------------- | ---- | -- | -- | -- | -- | -- | -- | ---- | ------------------------------------------------------------- |
| 1    | AS Trenčín (C)      | 81   | 33 | 26 | 3  | 4  | 73 | 28 | +45  | Clasifica a Liga de Campeones de la UEFA 2016-17              |
| 2    | Slovan Bratislava   | 69   | 33 | 20 | 9  | 4  | 50 | 25 | +25  | Primera fase clasificatoria de Liga Europa de la UEFA 2016-17 |
| 3    | Spartak Myjava      | 60   | 33 | 18 | 6  | 9  | 41 | 33 | +8   | Primera fase clasificatoria de Liga Europa de la UEFA 2016-17 |
| 4    | Spartak Trnava      | 54   | 33 | 16 | 6  | 11 | 49 | 41 | +8   | Primera fase clasificatoria de Liga Europa de la UEFA 2016-17 |
| 5    | MŠK Žilina          | 48   | 33 | 14 | 6  | 13 | 58 | 46 | +12  |                                                               |
| 6    | MFK Ružomberok      | 45   | 33 | 12 | 9  | 12 | 42 | 41 | +1   |                                                               |
| 7    | DAC Dunajská Streda | 43   | 33 | 12 | 7  | 14 | 38 | 42 | −4   |                                                               |
| 8    | FK Podbrezová       | 37   | 33 | 10 | 7  | 16 | 43 | 46 | −3   |                                                               |
| 9    | ViOn Zlaté Moravce  | 31   | 33 | 7  | 10 | 16 | 38 | 57 | −19  |                                                               |
| 10   | FK Senica           | 30   | 33 | 7  | 9  | 17 | 30 | 48 | −18  |                                                               |
| 11   | Zemplín Michalovce  | 29   | 33 | 7  | 8  | 18 | 32 | 55 | −23  |                                                               |
| 12   | MFK Skalica         | 24   | 33 | 6  | 6  | 21 | 30 | 62 | −32  | Descenso a la 2. Liga de Eslovaquia                           |

 Fuente: Soccerway
Criterios de clasificación: 1) Puntos; 2) puntos entre sí; 3) diferencia de goles; 4) Goles marcados.

## Goleadores
- Actualizado final el 20 de mayo 2016.
| Rank | Jugador                  | Club                | Goles |
| ---- | ------------------------ | ------------------- | ----- |
| 1    | Gino van Kessel          | AS Trenčín          | 17    |
| 2    | Matúš Bero               | AS Trenčín          | 15    |
| 2    | David Depetris           | Spartak Trnava      | 15    |
| 4    | Tamás Priskin            | Slovan Bratislava   | 12    |
| 5    | Peter Sládek             | Spartak Myjava      | 11    |
| 5    | Leandre Tawamba          | ViOn Zlaté Moravce  | 11    |
| 7    | Róbert Vittek            | Slovan Bratislava   | 10    |
| 7    | Erik Pačinda             | DAC Dunajská Streda | 10    |
| 7    | Miloš Lačný              | MFK Ružomberok      | 10    |
| 10   | Jhonnes Marques de Souza | ViOn Zlaté Moravce  | 9     |
| 10   | Ákos Szarka              | DAC Dunajská Streda | 9     |